# Ауде-Ейсселстрек
Ауде-Ейсселстрек (нід. Oude IJsselstreek, нід. вимова: [ˌʌudə ˈʔɛisəlstreːk] ( прослухати)) — муніципалітет на сході Нідерландів, у провінції Гелдерланд.
Утворений 1 січня 2005 року шляхом об'єднання колишніх муніципалітетів Гендрінген та Віс.

## Населені пункти муніципалітету
Міста
- Терборг
- Улфт

Села
- Бонтебруг
- Бреденбрук
- Варсселдер
- Варссевелд
- Вестендорп
- Гендрінген
- Еттен
- Мегхелен
- Неттерден
- Сілволде
- Сіндерен

Селища
- Ворст

## Визначні уродженці
- Софія-Амалія Нассау-Зігенська (нар. 1650 у Терборзі) — аристократка, герцогиня Курляндії і Семигалії
- Гус Гіддінк (нар. 1946, зростав у Варссевелді) — футбольний тренер і колишній футболіст

## Галерея

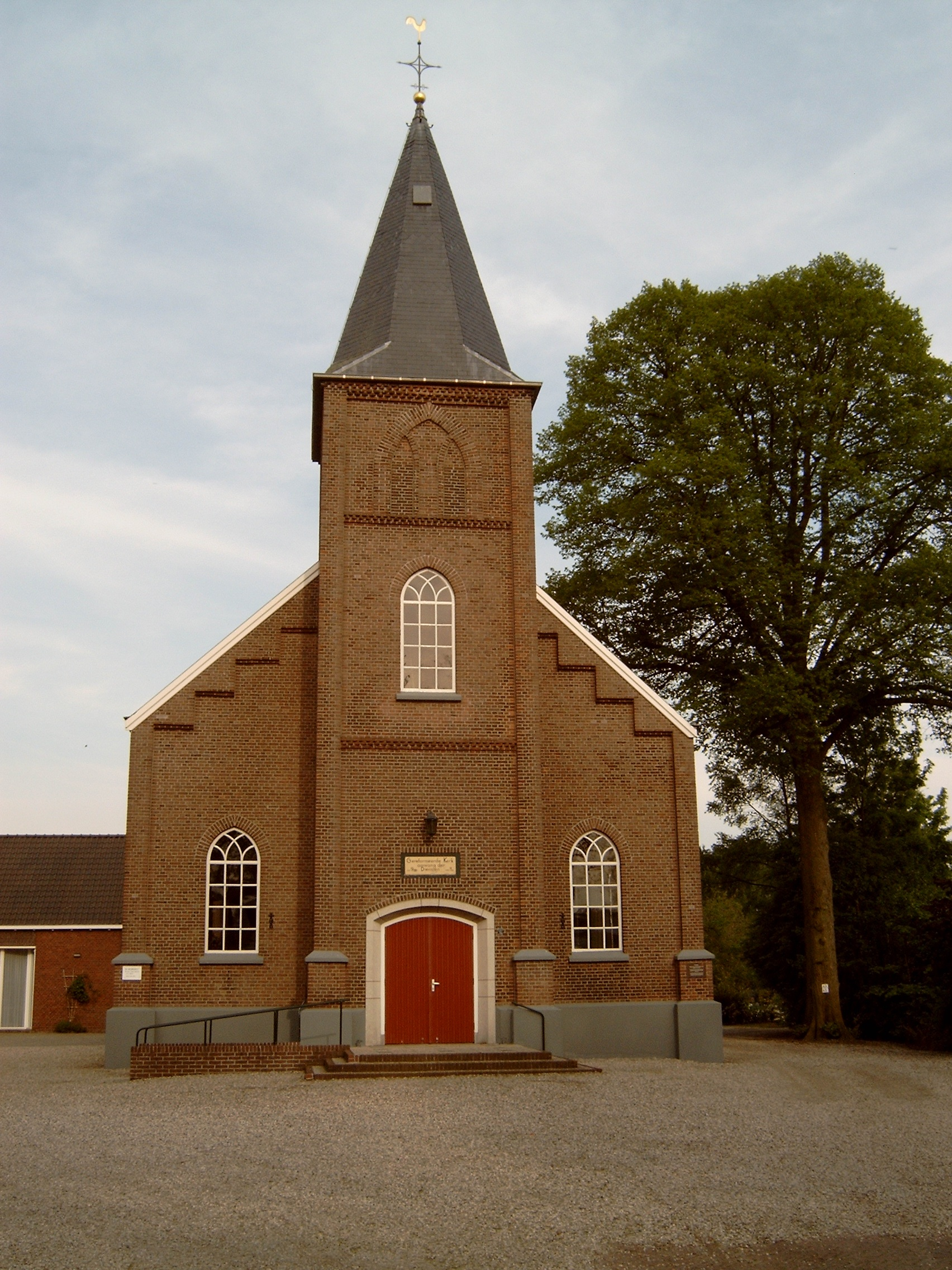
Церква у Сіндерені.
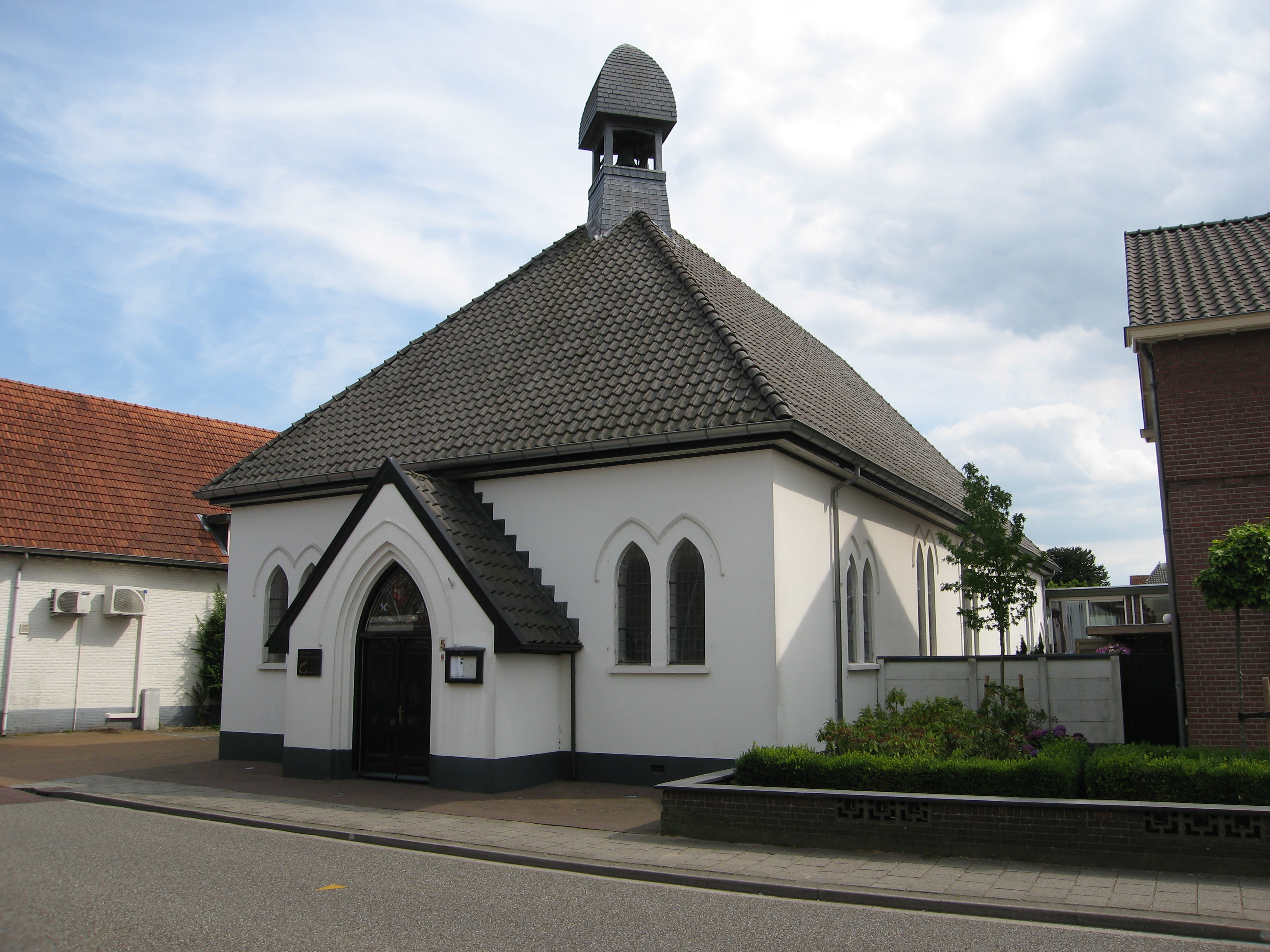
Церква у Варссевелді.
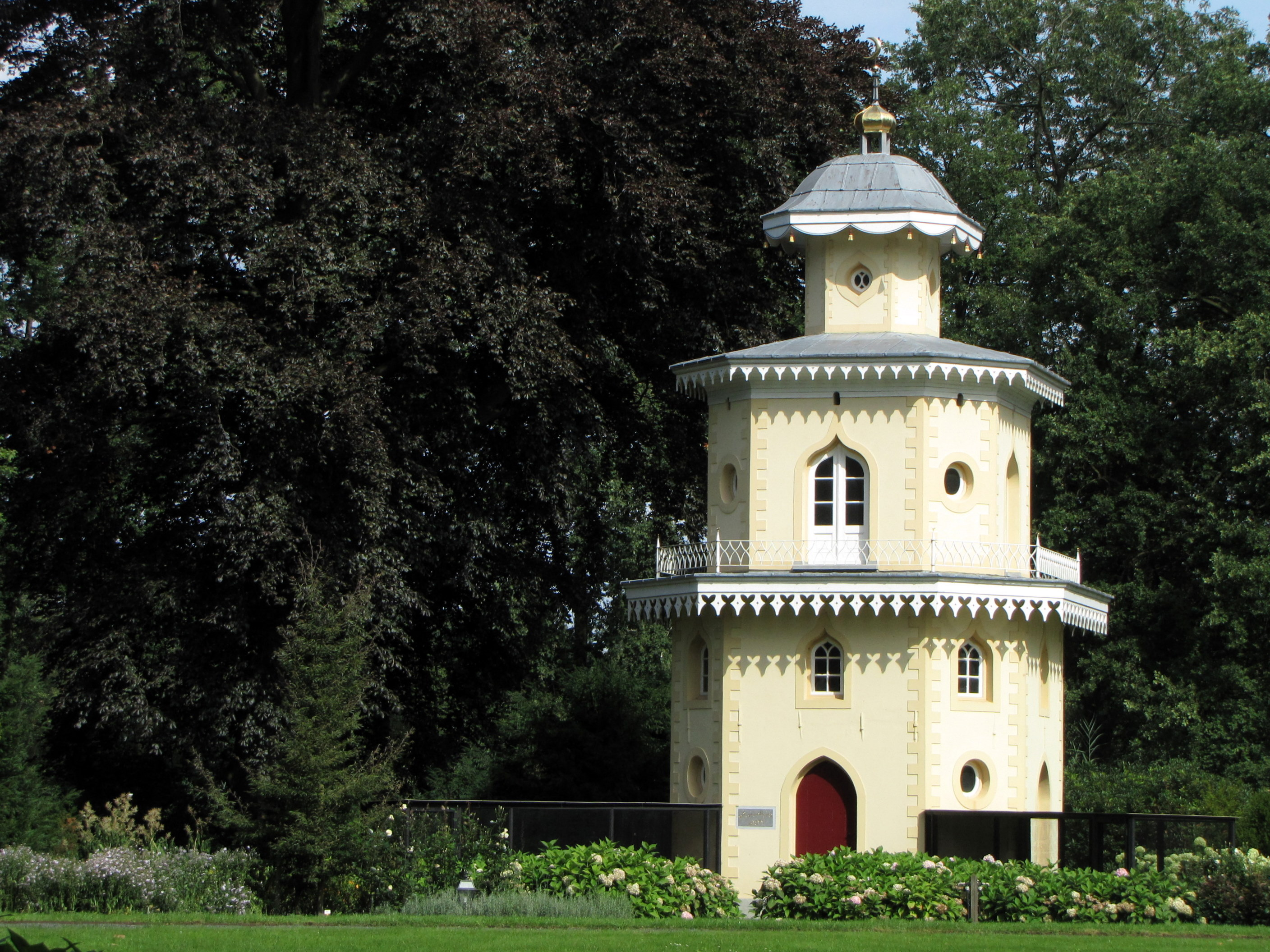
Башта у Мегхелені.
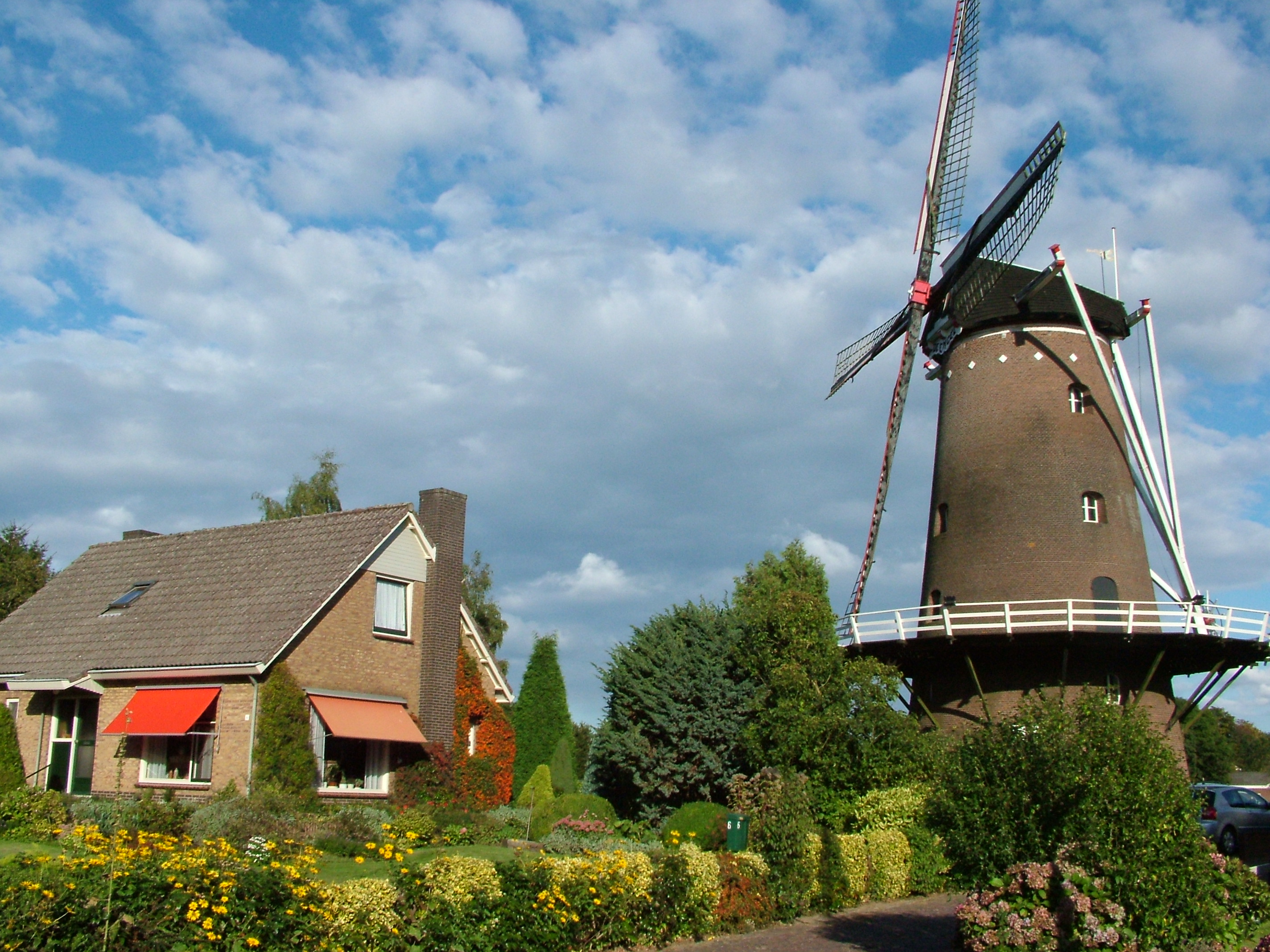
Млин у Варссевелді.
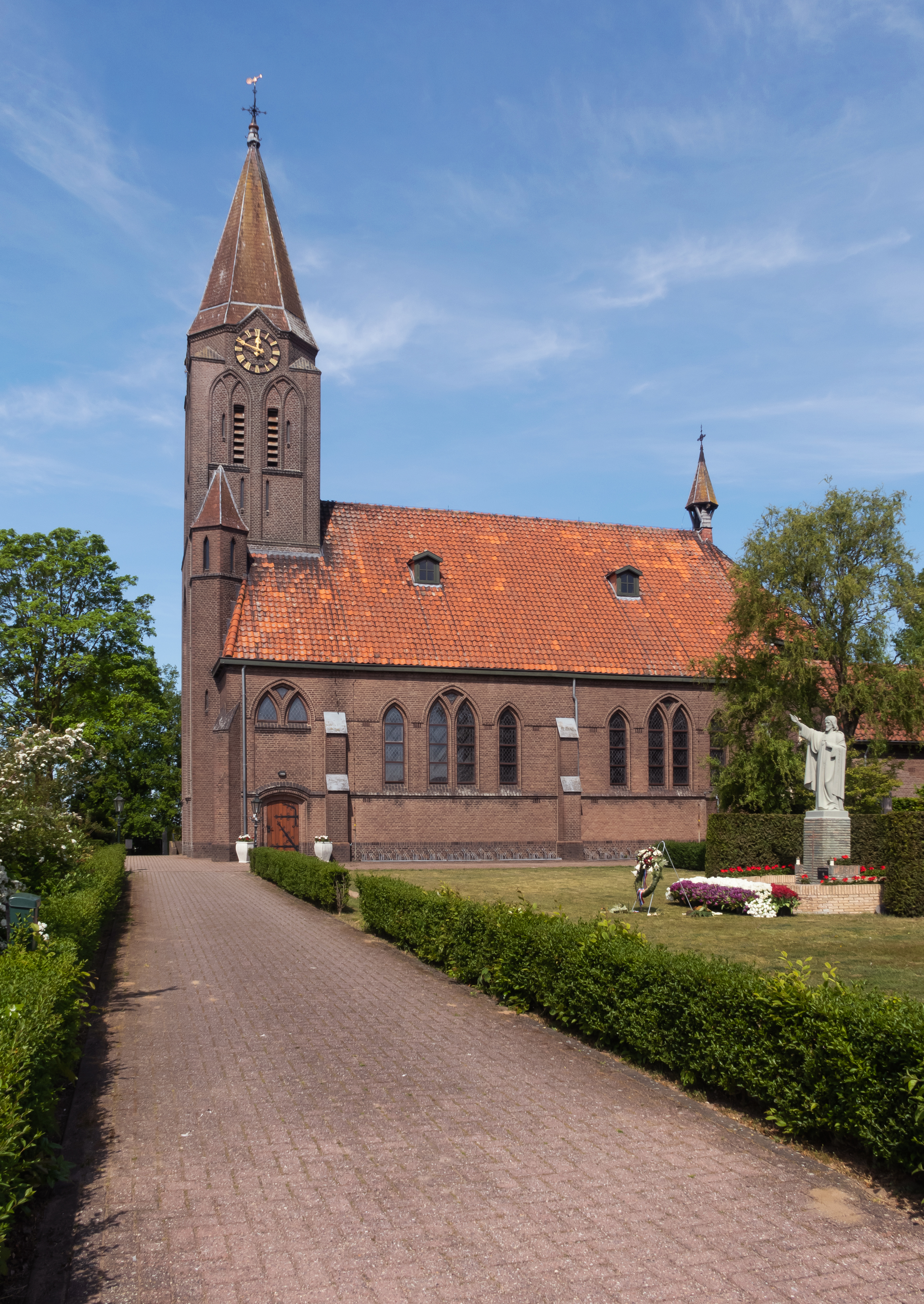
Церква у Варсселдері.
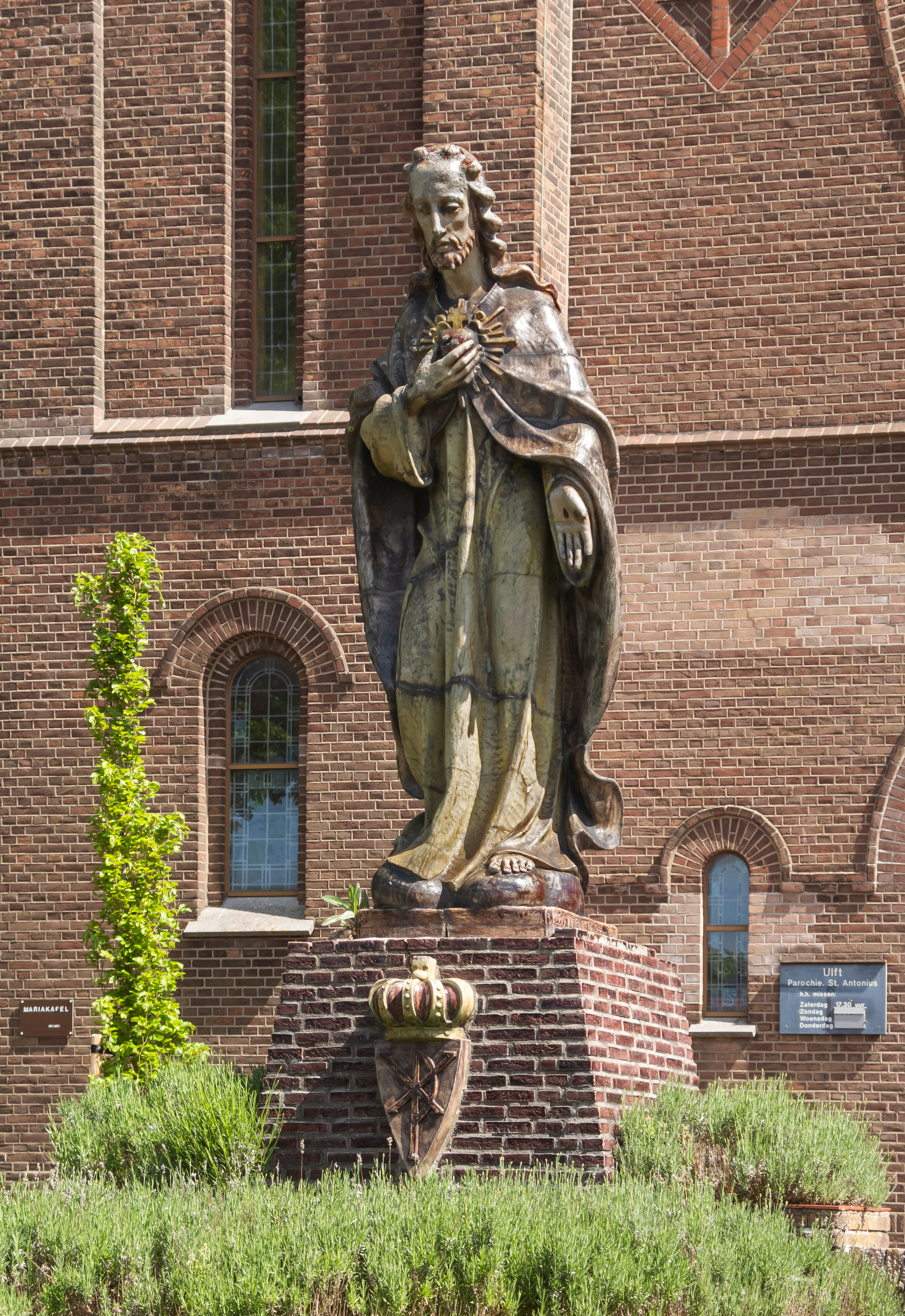
Статуя в Улфті.
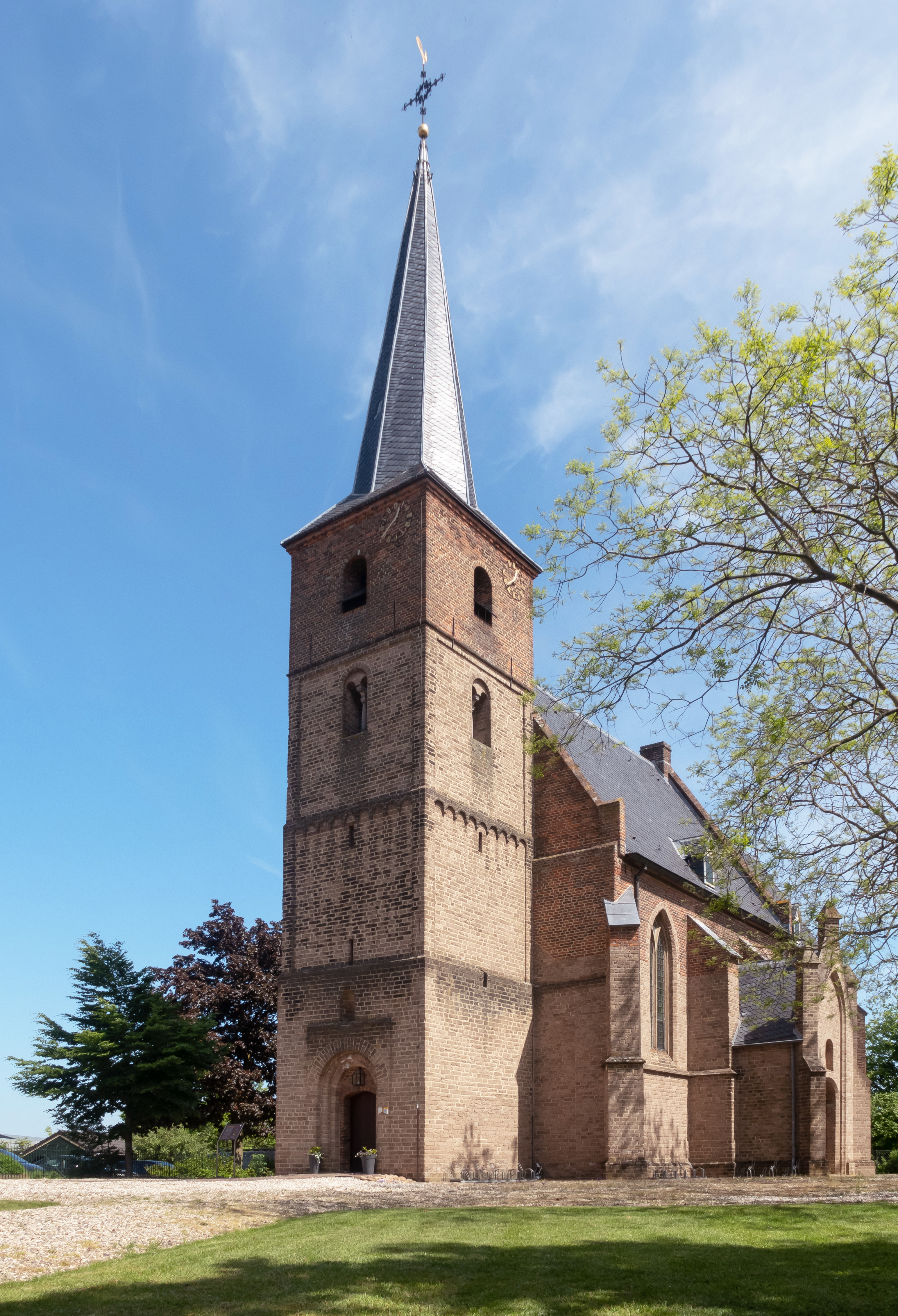
Церква в Еттені.
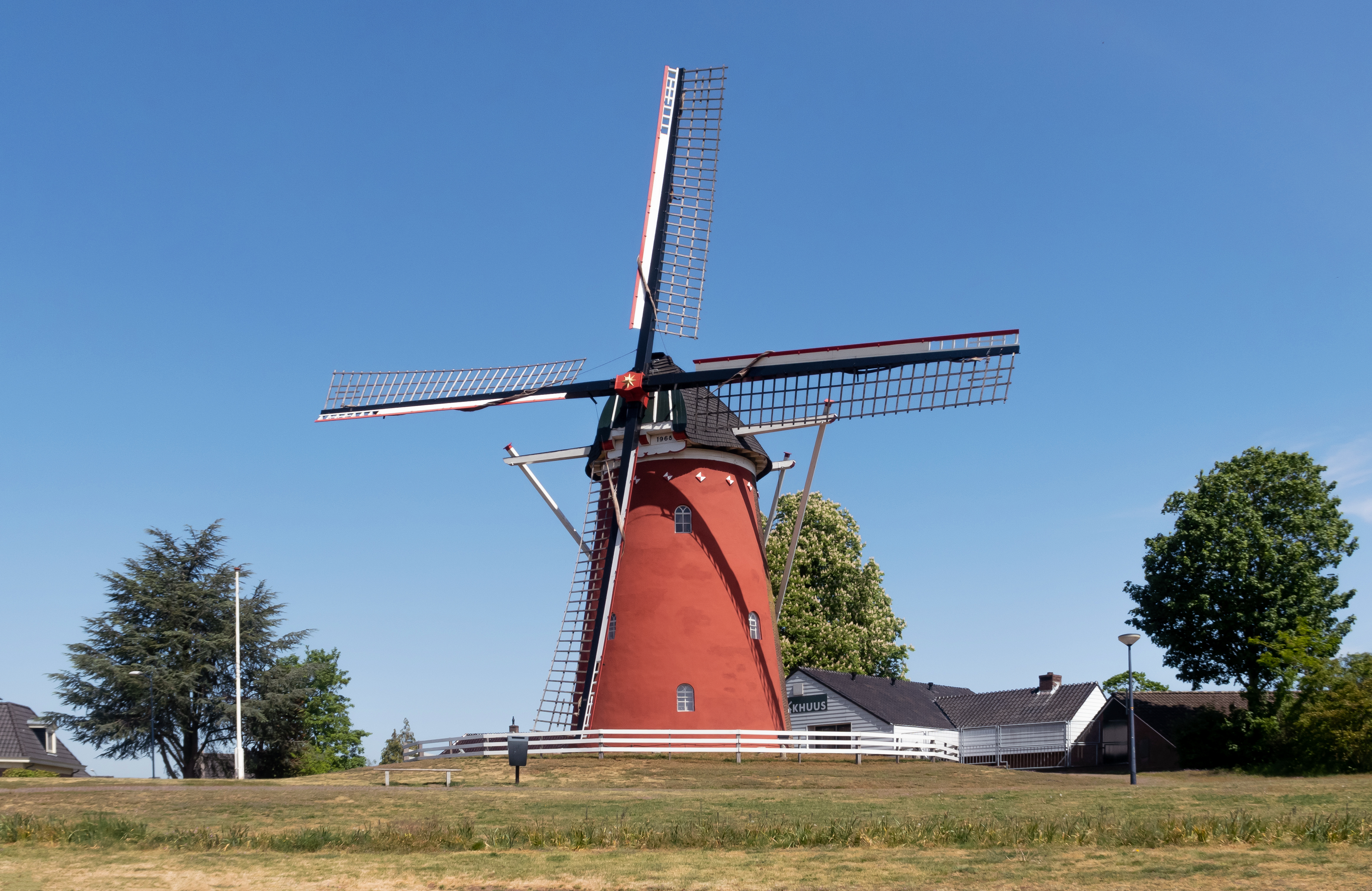
Млин у Сілволде.